# IV Premis Feroz
La 4a cerimònia de lliurament dels Premis Feroz, coneguts com a Premis Feroz 2017, va tenir lloc el 23 de gener de 2017 al Palau dels Ducs de Pastrana, a Madrid. El presentador va ser Antonio de la Torre i, per primera vegada van premiar a documentals i sèries de televisió. La cerimònia es va retransmetre en directe en el canal #0 de Movistar+.

## Nominats i guanyadors

### Cinema
| Millor pel·lícula dramàtica | Millor comèdia |
| --- | --- |
| - Tarde para la ira ‡ - El hombre de las mil caras - Julieta - Que Dios nos perdone - Un monstre em ve a veure | - Kiki, el amor se hace - El rei borni - La noche que mi madre mató a mi padre - La puerta abierta - María (y los demás) |
| Millor direcció | Millor guió |
| - Raúl Arévalo per Tarde para la ira ≠ - Pedro Almodóvar per Julieta - Juan Antonio Bayona per Un monstre em ve a veure ‡ - Alberto Rodríguez per El hombre de las mil caras - Rodrigo Sorogoyen per Que Dios nos perdone                                     | - David Pulido i Raúl Arévalo per Tarde para la ira ‡ - Pedro Almodóvar per Julieta - Patrick Ness per Un monstre em ve a veure - Isabel Peña i Rodrigo Sorogoyen per Que Dios nos perdone - Alberto Rodríguez i Rafael Cobos per El hombre de las mil caras ‡ |
| Millor actor protagonista | Millor actriu protagonista |
| - Roberto Álamo per Que Dios nos perdone ‡ - Eduard Fernández per El hombre de las mil caras - Alain Hernández per El rei borni - Lewis MacDougall per Un monstre em ve a veure - Àlex Monner per La propera pell - Antonio de la Torre per Tarde para la ira | - Bárbara Lennie per María (y los demás) - Anna Castillo per El olivo ≠ - Carmen Machi per La puerta abierta - Emma Suárez per Julieta ‡ - Adriana Ugarte per Julieta                                                                                          |
| Millor actor de repartiment | Millor actriu de repartiment |
| - Manolo Solo per Tarde para la ira ‡ - Luis Callejo per Tarde para la ira - José Coronado per El hombre de las mil caras - Javier Pereira per Que Dios nos perdone - Carlos Santos per El hombre de las mil caras ≠                                          | - Ruth Díaz per Tarde para la ira - Marta Etura per El hombre de las mil caras - Rossy de Palma per Julieta - Terele Pávez per La puerta abierta - Candela Peña per Kiki, el amor se hace                                                                      |
| Millor documental | Millor música original |
| - Dead Slow Ahead de Mauro Herce | - Fernando Velázquez per Un monstre em ve a veure ‡ - Olivier Arson per Que Dios nos perdone - Alberto Iglesias per Julieta - Silvia Pérez Cruz per Cerca de tu casa - Julio de la Rosa per El hombre de las mil caras                                         |
| Millor tràiler | Millor cartell |
| - Tràiler de Kiki, el amor se hace - Tràiler de El hombre de las mil caras - Tràiler de Julieta - Tràiler de Que Dios nos perdone - Tràiler de Un monstre em ve a veure                                                                                       | - Cartell de El hombre de las mil caras - Cartell de Julieta - Cartell de Kiki, el amor se hace - Cartell de Tarde para la ira - Cartell de Un monstre em ve a veure                                                                                           |

- ‡ Guanyador del Premi Goya en la mateixa categoria.[nota 2][nota 3][nota 4]
- ≠ Guanyador del Premi Goya en la categoria novella o revelació.

### Televisió
| Millor sèrie dramàtica | Millor sèrie de comèdia |
| --- | --- |
| - El Ministerio del Tiempo Temporada 2 - El caso: crónica de sucesos Temporada 1 - Mar de plástico Temporada 2 - Merlí Temporada 2 - Vis a vis Temporada 2                                                                | - Paquita Salas Temporada 1 - Allí abajo Temporada 2 - Cites Temporada 1 - La que se avecina Temporada 9 - ¿Qué fue de Jorge Sanz? (5 años después) Episodi especial                                |
| Millor actor protagonista d'una sèrie | Millor actriu protagonista d'una sèrie |
| - Brays Efe per Paquita Salas - Pedro Casablanc per Mar de plástico - Nacho Fresneda per El Ministerio del Tiempo - Fernando Guillén Cuervo per El caso: crónica de sucesos - Rodolfo Sancho per El Ministerio del Tiempo | - Aura Garrido per El Ministerio del Tiempo - Maggie Civantos per Vis a vis - Marta Etura per La sonata del silencio - Najwa Nimri per Vis a vis - Verónica Sánchez per El caso: crónica de sucesos |
| Millor actor de repartiment d'una sèrie | Millor actriu de repartiment d'una sèrie |
| - José Sacristán per Velvet - Hugo Silva per El Ministerio del Tiempo - Patrick Criado per Mar de plástico - Jaime Blanch per El Ministerio del Tiempo - Julián Villagrán per El Ministerio del Tiempo                    | - Belén Cuesta per Paquita Salas - Inma Cuevas per Vis a vis - Alba Flores per Vis a vis - Cecilia Freire per Velvet - Cayetana Guillén Cuervo per El Ministerio del Tiempo                         |

### Premio Feroz d'Honor
- Narciso Ibáñez Serrador

### Premi Especial
- La mort de Louis XIV d'Albert Serra i Juanola

## Múltiples nominacions i premis

### Cinema
| Pel·lícula                 | Nominacions |
| -------------------------- | ----------- |
| El hombre de las mil caras | 10          |
| Julieta                    | 9           |
| Tarde para la ira          | 8           |
| Que Dios nos perdone       | 7           |
| Un monstruo viene a verme  | 7           |
| Kiki, el amor se hace      | 4           |
| La puerta abierta          | 3           |
| El rey tuerto              | 2           |
| María (y los demás)        | 2           |

| Pel·lícula            | Premis |
| --------------------- | ------ |
| Tarde para la ira     | 5      |
| Kiki, el amor se hace | 2      |

### Televisió
| Sèrie                       | Nominacions |
| --------------------------- | ----------- |
| El Ministerio del Tiempo    | 8           |
| Vis a vis                   | 5           |
| El caso: Crónica de sucesos | 3           |
| Mar de plástico             | 3           |
| Paquita Salas               | 3           |
| Velvet                      | 2           |

| Sèrie                    | Premis |
| ------------------------ | ------ |
| El Ministerio del Tiempo | 3      |
| Paquita Salas            | 3      |